# Ondřej Hyman
Ondřej Hyman (* 25. Februar 1986 in Jablonec nad Nisou) ist ein tschechischer Rennrodler.

## Werdegang
Der Sportsoldat Hyman, der für den Verein TJ Saně Smržovka startet, rodelt seit 1995. Sein Bruder Jakub Hyman ist ebenfalls Rennrodler. Hyman startet seit den letzten Rennen der Saison 2003/04 im Rennrodel-Weltcup. In der folgenden Saison trat er zusätzlich mit Tomas Hofman im Doppelsitzerwettbewerb an, ohne jedoch dort nennenswerte Erfolge zu erreichen. Sein bis 2007 bestes Ergebnis in einem Einzelrennen erreichte Hyman in der Saison 2006/07 als 20. in Altenberg. Bei den Rennrodel-Weltmeisterschaften 2007 wurde er im Einzelwettbewerb 37. mit der tschechischen Mannschaft belegte er den Neunten Rang. Die Saisonwertung beendete er später auf dem 35. Rang der Einzelweltcup-Gesamtwertung.
Die Saison 2007/08 verlief für Hyman nur wenig erfolgreicher. Erneut schaffte er es nicht, sich in der Weltspitze zu etablieren. So erreichte er bei den Rennrodel-Weltmeisterschaften 2008 in Oberhof nur Rang 29 und in der Weltcup-Gesamtwertung nur Rang 32. In der folgenden Saison erreichte er nochmals eine Verbesserung um einen Rang auf Platz 31 der Gesamtwertung. Die Rennrodel-Weltmeisterschaften 2009 bedeutete mit Platz 34 im Einzel erneut einen Rückschritt für ihn. Auch die olympische Saison 2009/10 startete wenig erfolgreich für Hyman. Bei den Olympischen Winterspielen 2010 in Vancouver erreichte er im Einzeldurchlauf Rang 25. Bei den kurze Zeit später stattfindenden Rennrodel-Europameisterschaften 2010 im lettischen Sigulda fuhr er auf den 24. Platz.
Trotz ausbleibender Erfolge startete Hyman auch in der Saison 2010/11 wieder im Weltcup sowie parallel im Nations-Cup. Nachdem er im Nations-Cup nur Rang 29 erreicht hatte, wurde er im Weltcup am Ende 34. Bei den Rennrodel-Weltmeisterschaften 2011 blieb für ihn mit Platz 29 erneut nur ein Platz im Mittelfeld. Beim Nations-Cup 2011/12 überraschte Hyman mit guten Leistungen und lag am Ende auf einem für ihn sehr guten 11. Platz der Gesamtwertung. Auch im Weltcup 2011/12 gelang ihm erstmals der Sprung unter die besten zwanzig mit einem 18. Rang in der Einer-Gesamtwertung. Bei den Rennrodel-Weltmeisterschaften 2012 in Altenberg verpasste er jedoch eine Top-20-Platzierung und landete am Ende auf dem 23. Platz.
Zur Saison 2012/13 hoffte Hyman auf eine weitere Leistungssteigerung. Jedoch erreichte er im Nations-Cup nur Rang 12 und auch im Weltcup blieb für ihn nur der 24. Platz. Auch bei den Rennrodel-Weltmeisterschaften 2013 in Whistler und den Rennrodel-Europameisterschaften 2013 in Oberhof blieb er ohne große Verbesserung und fuhr auf die Plätze 19 und 22.
Hyman ist der Bruder des ebenfalls als Rodler aktiven Jakub Hyman und lebt in Smržovka.